# Polarografia

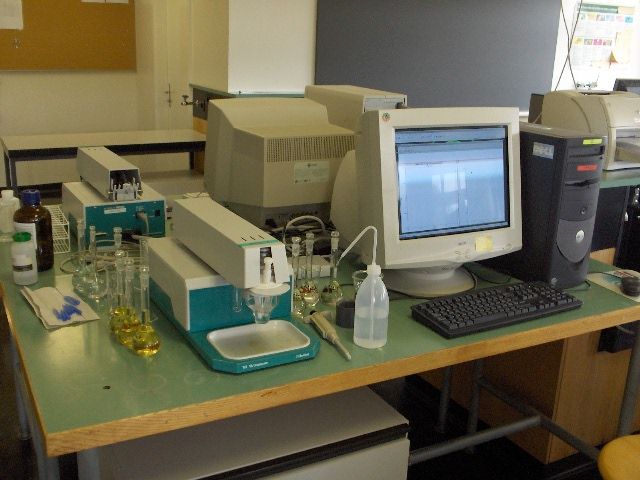
Polarografo da laboratorio

La polarografia è una tecnica elettroanalitica che permette di condurre delle analisi qualitative e quantitative tramite la misurazione della corrente che fluisce in una cella elettrochimica durante un'elettrolisi a tensione controllata. Rappresenta una variante della voltammetria, dalla quale si differenzia per l'utilizzo di un elettrodo di lavoro a mercurio.
Questa tecnica fu ideata e sviluppata dal chimico cecoslovacco Jaroslav Heyrovský nel 1922.
Il termine "polarografia" è riferito al fatto che l'elettrodo di lavoro è idealmente polarizzabile.

## Apparecchiatura utilizzata
L'apparecchiatura utilizzata per svolgere indagini polarografiche è detta polarografo.
Un polarografo è costituito da un elettrodo a goccia di mercurio (o DME dall'inglese Dropping Mercury Electrode), che funge da elettrodo di lavoro e da un elettrodo di riferimento a potenziale costante (costituito in genere da un elettrodo a calomelano o un elettrodo ad argento).
L'elettrodo a goccia di mercurio è costituito da un capillare dal quale cadono gocce di mercurio, le quali hanno un tempo di vita breve (5-20 s), durante il quale interagiscono con la soluzione elettrolitica, dando luogo al fenomeno dell'elettrolisi.

## Corrente di diffusione
La corrente che viene monitorata in polarografia convenzionale è la corrente di diffusione, id. Questa corrente è proporzionale alla concentrazione delle specie da analizzare e quindi si può utilizzare per calcoli quantitativi. Per avere una corrente di elettrolisi che dipenda solo dalla diffusione, dovuta al gradiente di concentrazione esistente tra la zona centrale e la zona adiacente all'elettrodo DME, si devono eliminare tutti gli altri fattori che causerebbero movimento degli ioni in soluzione. Questi fattori sono la convezione (agitazione meccanica o magnetica) e la migrazione elettrica. La convezione viene evitata lasciando in quiete la soluzione, mentre la migrazione elettrica viene contrastata tramite l'aggiunta di un elettrolita in grandi quantità, per esempio usando KCl.

## Il polarogramma

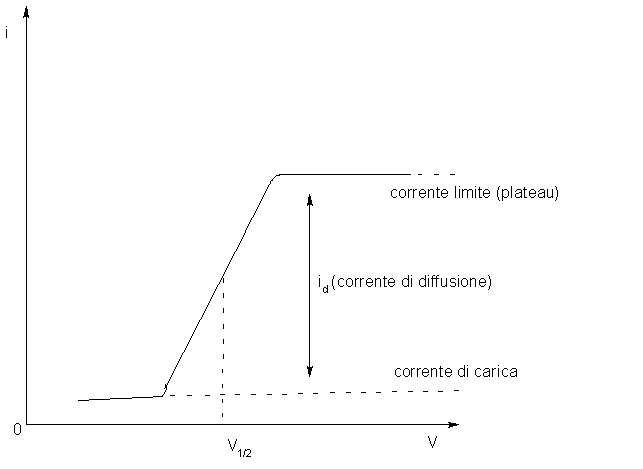
Grafico ideale rappresentante l'andamento della corrente in funzione del potenziale. V_{1/2} è il potenziale di semionda. Un polarogramma reale presenta curve seghettate, a causa dell'effetto dovuto alla variazione di superficie dell'elettrodo DME

Riportando su un grafico la corrente di elettrolisi contro il potenziale applicato all'elettrodo si ha un polarogramma.
La corrente che circola nel circuito polarografico viene misurata in continuazione e l'oscillazione della corrente nel polarogramma è dovuta al distacco e alla formazione delle gocce, che provocano una continua variazione della superficie dell'elettrodo. Lo sgocciolare, però, garantisce la riproducibilità dei dati in quanto l'elettrodo di lavoro è sempre nuovo e pulito. Un'analisi polarografica, quindi, dipende solo dalla concentrazione delle specie da analizzare e dai loro coefficienti di diffusione.
Oltre a una elevata riproducibilità, un'analisi polarografica vanta la possibilità di essere ripetuta sullo stesso campione un numero elevato di volte senza mostrare variazioni apprezzabili nei risultati, con conseguente diminuzione dell'errore sperimentale. Questo è possibile poiché durante l'analisi viene ridotta solamente una piccolissima parte di analita.
La prima porzione di curva, quella parallela all'asse delle x, rappresenta la corrente di carica. Questa corrente non-faradica è dovuta alla formazione di un doppio strato elettrico in prossimità dell'elettrodo di lavoro, fenomeno legato alla polarizzabilità di quest'ultimo. La zona del grafico in cui si ha un forte incremento della corrente è la parte che indica che il potenziale d'elettrolisi è stato eguagliato e superato. Leggendo il potenziale a metà altezza della curva si avrà il cosiddetto potenziale di semionda, V1/2, approssimabile al potenziale standard di riduzione. Questo valore è caratteristico per ogni sostanza e permette di effettuare un'analisi qualitativa della soluzione in esame. Dopo questa impennata si ha una corrente costante (plateau) dovuta solo alla diffusione. Sottraendo la corrente del plateau alla corrente di carica si ha la corrente di diffusione.
La corrente di diffusione può essere espressa tramite l'equazione di Ilkovic:
{\displaystyle \operatorname {i} _{d}=708nCD^{1/2}m^{2/3}t^{1/6}}
dove:
- n = numero di elettroni implicati nella reazione di elettrolisi
- C e D = rispettivamente, concentrazione e coefficiente di diffusione della specie oggetto dell'elettrolisi
- t = tempo di sgocciolamento
- m = peso del mercurio caduto nell'unità di tempo

Questa legge è valida approssimando la goccia di mercurio a una forma sferica.
Utilizzando questa legge quindi si può determinare, oltre alla concentrazione, anche il coefficiente di diffusione di una determinata specie chimica. Raggruppando i termini costanti, l'equazione assume la forma semplificata id = K C.
Se la soluzione da analizzare comprende più elementi il polarogramma avrà più plateau, uno per ogni specie analizzata. Ogni incremento di corrente indicherà una specie diversa perché corrisponderà a un diverso potenziale standard di riduzione. In questo caso la corrente di diffusione, id, sarà calcolata sottraendo le correnti relative ai due plateau interessati.

## Condizioni operative
Utilizzando un elettrodo a mercurio si hanno vantaggi non solo dal punto di vista della riproducibilità, ma anche dal punto di vista delle specie analizzabili. La grande sovratensione esistente tra mercurio (Hg) e ione idronio (H+) infatti fa sì che quest'ultimo si riduca a un potenziale abbastanza basso (circa –1,2 V) da permettere l'analisi di molti metalli altrimenti non analizzabili elettrochimicamente.
L'intervallo di valori di potenziale in cui lavora la polarografia, con elettrodo DME, va da –1,2 V fino a 0,6 V (dopo questo valore si ha l'ossidazione del mercurio). Questi valori di potenziale permettono di analizzare: metalli di transizione, alcuni ioni delle terre rare e dei metalli alcalino terrosi. Per alcuni metalli fortemente idrolizzabili le analisi si effettuano utilizzando solventi che non siano acquosi.
Un problema comune a tutte le analisi polarografiche è la presenza di ossigeno disciolto in soluzione, infatti l'ossigeno può essere ridotto durante l'analisi, verso –0,1 V a O- come H2O2 e successivamente verso –0,9 V a O2- come H2O, interferendo quindi con le correnti di diffusione degli analiti. Per eliminare l'ossigeno dalla soluzione vi si fa gorgogliare azoto gassoso in modo da saturare l'ambiente. È evidente quindi che in un'analisi polarografica gli elettrodi e il campione da analizzare devono essere isolati dall'ambiente esterno.

## Varianti della polarografia classica
La tecnica polarografica finora descritta ha un limite di rivelabilità pari a circa 10−6 moli/litro. Altri metodi polarografici, più moderni, sono in grado di arrivare a concentrazioni pari a 10−8, 10−9 M.
Alcuni metodi per aumentare la sensibilità si basano sulla riduzione della corrente di carica, altri associano a questo sistema l'aumento della corrente prodotta per elettrolisi (corrente faradica), altre invece si basano sulla preconcentrazione degli analiti tramite elettrolisi veloce e comunque esistono sistemi combinati di questi accorgimenti.
È inoltre possibile effettuare titolazioni amperometriche, utilizzando opportune modificazioni al metodo polarografico classico, studiando il variare della corrente di diffusione in funzione del volume di titolante aggiunto.

### Polarografia a impulsi
Per diminuire la corrente di carica si effettuano delle misurazioni di corrente dopo aver somministrato un impulso di tensione sempre crescente per circa 40 ms, in modo da avere tra un impulso e l'altro tensione nulla. L'impulso viene somministrato prima della caduta della goccia e negli ultimi 20 ms di vita della goccia e dell'impulso si misura la corrente. In questo modo quando si effettua la misura la corrente di carica è minima. Questa tecnica si chiama polarografia a impulsi e, oltre a diminuire la corrente di carica, ha come effetto quello di aumentare la corrente faradica.
Una tecnica simile a questa è sfruttata dalla polarografia a impulsi differenziali. A differenza della metodica precedente, in questa tecnica la tensione non va mai a zero ma aumenta linearmente; in questo modo l'impulso ha sempre la stessa intensità. Questa tecnica comporta una diminuzione della corrente di carica e prevede la misurazione della corrente faradica circa 20 ms prima che venga somministrato l'impulso e circa 20 ms prima che cada la goccia. Anche in questo caso l'impulso è somministrato circa 40 ms prima che la goccia cada.
Se consideriamo il polarogramma derivante dalla polarografia a impulsi lo troviamo pressoché uguale al polarogramma convenzionale (la curva segue lo stesso andamento). Un polarogramma derivante da una tecnica a impulsi differenziali si presenta invece con una forma a campana, questo perché in grafico non è riportata la corrente in funzione della differenza di potenziale, bensì la differenza tra le due misurazioni della corrente per ogni goccia contro la differenza di potenziale. 
Nelle tecniche polarografiche a impulsi la vita della goccia è controllata meccanicamente, in questo modo la misurazione della corrente e l'impulso possono essere effettuate in maniera riproducibile.

### Polarografia di stripping anodico
Una metodica utilizzata per determinare la concentrazione di elementi quali piombo, cadmio e rame è la tecnica detta di stripping anodico, che sfrutta dei principi per un certo verso contrari alla polarografia convenzionale.
Mentre nella tecnica convenzionale si misura una corrente di riduzione dovuta alle specie presenti in soluzione, nello stripping anodico si misura la corrente di ossidazione delle specie presenti in un amalgama di mercurio. Come già detto, nella polarografia convenzionale si effettua una elettrolisi delle sostanze da analizzare (si passa da potenziali leggermente positivi, 0,6 V, a potenziali negativi –1,2 V) mentre nello stripping anodico si effettua una preconcentrazione nella goccia di mercurio, che per altro in questo caso è unica e pendente, formando un amalgama. Finita l'elettrolisi si effettua un'ossidazione degli analiti seguendo una rampa di potenziale che assume valori sempre più positivi secondo una semplice variazione lineare (Linear Sweep Voltammetry LSV) o una tecnica a impulsi differenziali (Differential Pulse Voltammetry DPV) o meglio ancora una voltammetria a onda quadra (Square Wave Voltammetry SWV), che consiste in un'onda quadra sovrapposta a una rampa di tensione a gradini, entrambe con lo stesso periodo e in fase. Naturalmente, avendo un'unica goccia, la misurazione della corrente avviene 20 ms prima dell'impulso e 20 ms prima della fine dell'impulso che in totale dura 40 ms.
Nello stripping anodico la corrente misurata non è solo quella di diffusione in quanto nella fase di preconcentazione si agita la soluzione. Questo non è un problema dal punto di vista analitico perché anche questa corrente è proporzionale alla concentrazione. La riproducibilità della tecnica è anch'essa garantita perché tutte le operazioni sono controllate da un calcolatore, quindi sia il tempo d'agitazione sia l'intensità sono standard per ogni analisi. Questa tecnica ha il limite di determinazione più basso: 10−9 M.

### Titolazioni amperometriche
Il polarografo permette di effettuare la titolazione di ioni ossidabili e riducibili tramite titolazioni amperometriche.
Mentre nei classici metodi polarografici si misura la corrente di diffusione in funzione di potenziali d'elettrodo selezionati, in questo caso il potenziale è mantenuto su un opportuno valore costante in modo che la cella sia attraversata dalla corrente di diffusione limite (plateau). Si risale alla quantità di analita riportando su un grafico l'andamento di questa corrente di plateau, che dipende sempre dalla concentrazione, in funzione del volume di titolante aggiunto.